# Tasiagma ciliata
Tasiagma ciliata är en nattsländeart som beskrevs av Arturs Neboiss 1977. Tasiagma ciliata ingår i släktet Tasiagma och familjen Tasimiidae. Inga underarter finns listade i Catalogue of Life.